# Crassula
Genre
Classification phylogénétique
Crassula est un genre botanique appartenant à la famille des Crassulaceae et comprenant 300 espèces de plantes succulentes originaires de plusieurs régions du monde, en grande majorité d'Afrique du Sud, incluant le célèbre arbre de Jade, Crassula ovata. Ces plantes sont adaptées aux conditions arides et sont connues pour stocker l'eau dans leurs tiges, feuilles ou racines.
Les Crassula se multiplient très facilement par bouture en laissant sécher quelques jours la bouture (jusqu'à ce qu'un cal se forme) avant de la placer dans un substrat sableux.

## Espèces
- Crassula alba
- Crassula alpestris
- Crassula aquatica (L.) Schoenl.
- Crassula arborescens
- Crassula ausensis
  - Crassula ausensis ssp. titanopsis
- Crassula bakeri
- Crassula barklyi
- Crassula capitella
  - Crassula capitella ssp. thyrsiflora (Aanteel-Poprosie)
- Crassula clavata
- Crassula columella
- Crassula columnaris
- Crassula connata (Ruiz et Pavón) Berger
- Crassula corallina
- Crassula cornuta
- Crassula cultrata
- Crassula decidua
- Crassula decumbens
- Crassula deltoidea
- Crassula drummondii (Torr. et Gray) Fedde
- Crassula dubia
- Crassula elegans
- Crassula erosula
- Crassula exilis
  - Crassula exilis ssp. sedifolia
- Crassula falcata
- Crassula gillii
- Crassula globularioides
- Crassula helmsii A. Berger
- Crassula herrei
- Crassula hottentotta
- Crassula humbertii
- Crassula lactea
- Crassula lycopodioides6
- Crassula longipes (Rose) Bywater et Wickens
- Crassula marchandii
- Crassula marnieriana
- Crassula mesembryanthemoides
- Crassula mesembryanthemopsis
- Crassula micans
- Crassula multicava Lem.
- Crassula muscosa L.
- Crassula namaquensis
  - Crassula namaquensis ssp. comptonii
- Crassula nudicaulis
  - Crassula nudicaulis var. platyphylla
- Crassula obovata
- Crassula orbicularis L.
- Crassula ovata (Mill.) Druce
- Crassula pellucida
  - Crassula pellucida var. marginalis
- Crassula perfoliata
- Crassula perforata
- Crassula plegmatoides
- Crassula pruinosa
- Crassula pubescens
  - Crassula pubescens ssp. rattrayi
- Crassula pyramidalis
- Crassula radicans
- Crassula rogersii
- Crassula rupestris
  - Crassula rupestris ssp. marnierana
- Crassula saginoides (Maxim.) Bywater et Wickens
- Crassula sarcocaulis
- Crassula sarmentosa
- Crassula schmidtii
- Crassula sieberiana (J.A. Schultes) Druce
- Crassula socialis
- Crassula solierii (Gray) Meigen
- Crassula streyi
- Crassula susannae
- Crassula tecta
- Crassula tetragona
- Crassula tillaea Lester-Garland
- Crassula viridis (S. Wats.) Bywater et Wickens
- Crassula volkensii

### Cultivars
- Crassula 'Buddha's Temple'
- Crassula 'Coralita'
- Crassula 'Dorothy'
- Crassula 'Fallwood'
- Crassula 'Ivory Pagoda'
- Crassula 'Morgan's Beauty'
- Crassula 'Tom Thumb'
- Crassula 'Justus Corderoy'

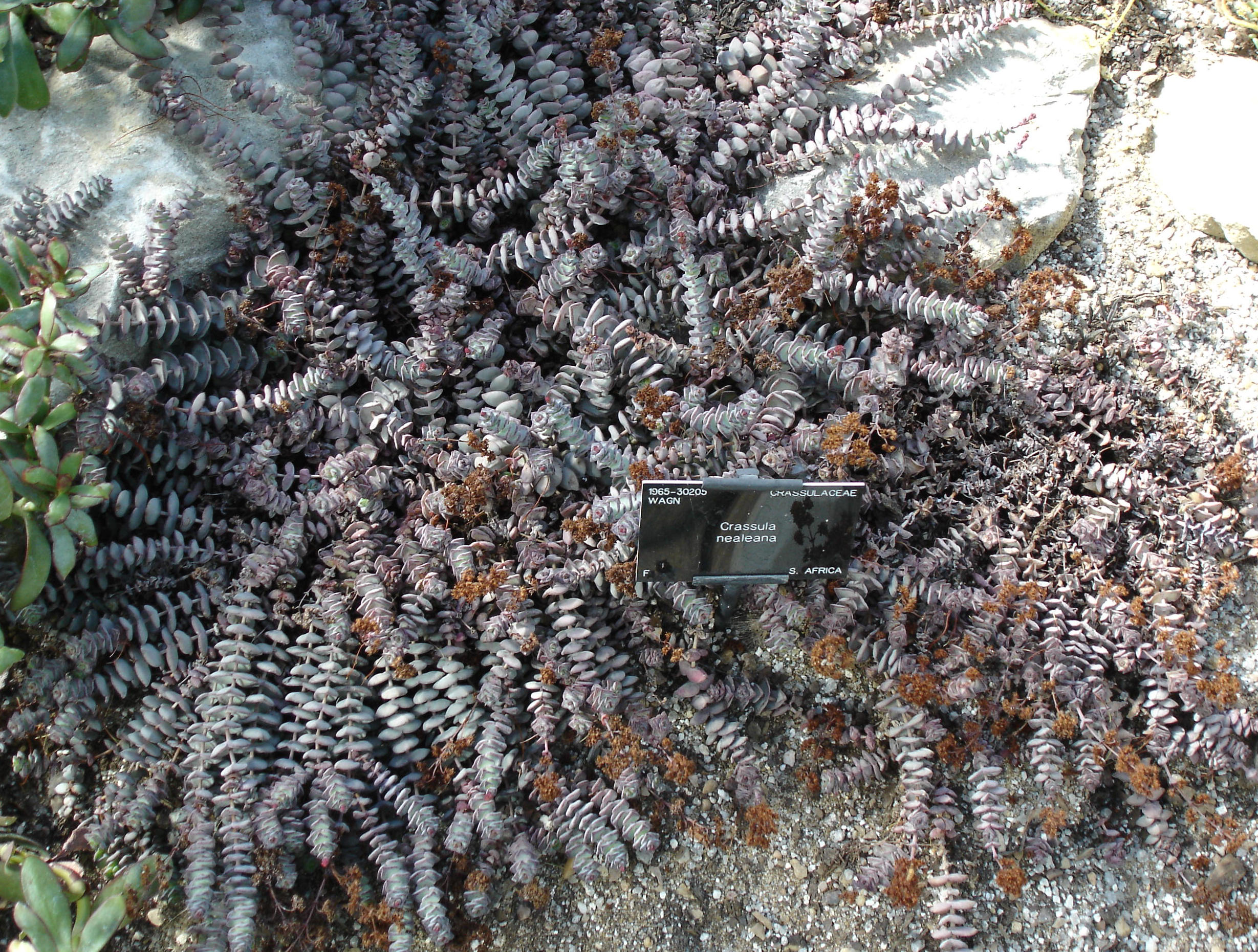
Crassula nealeana
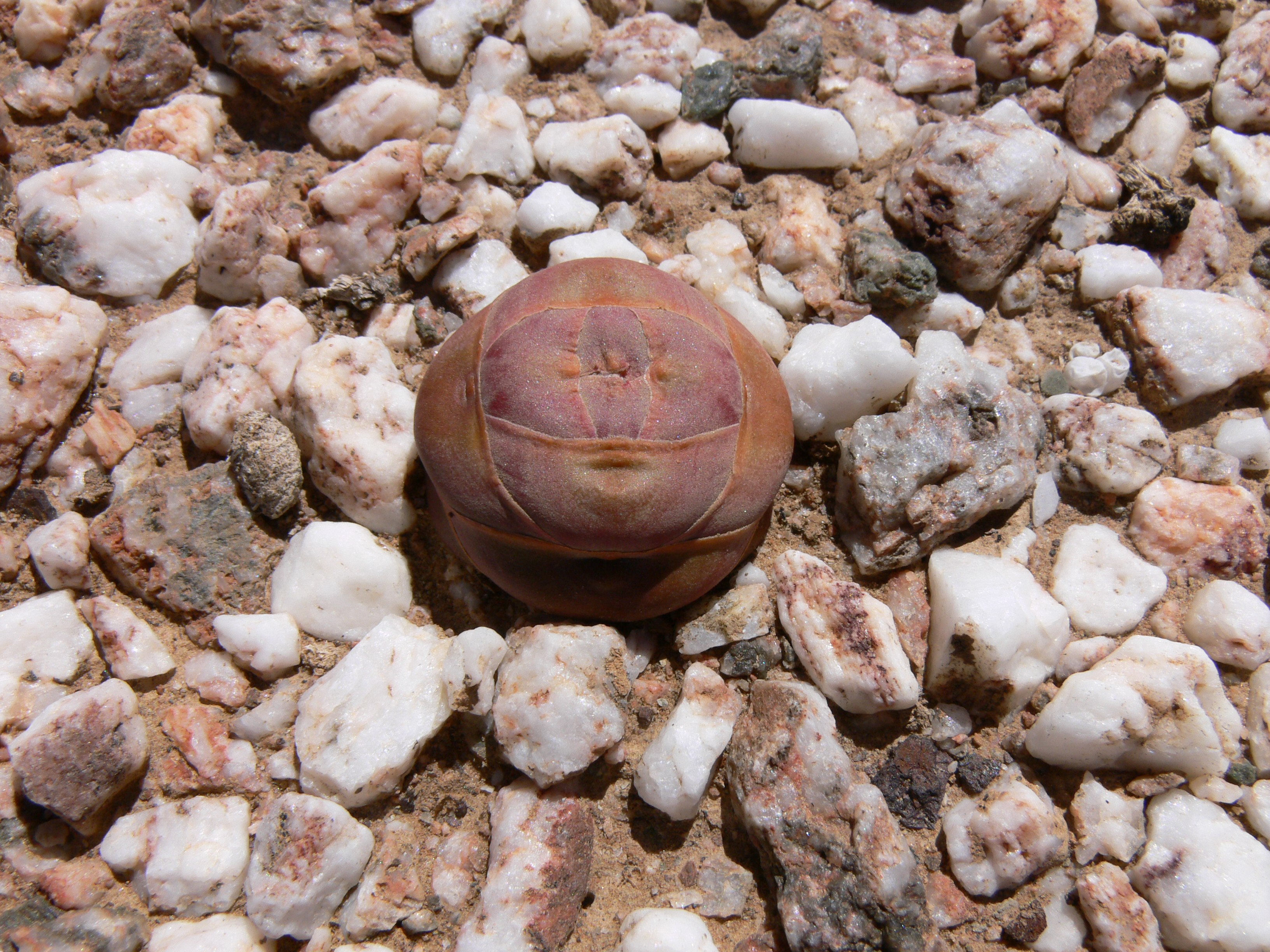
Crassula columnaris
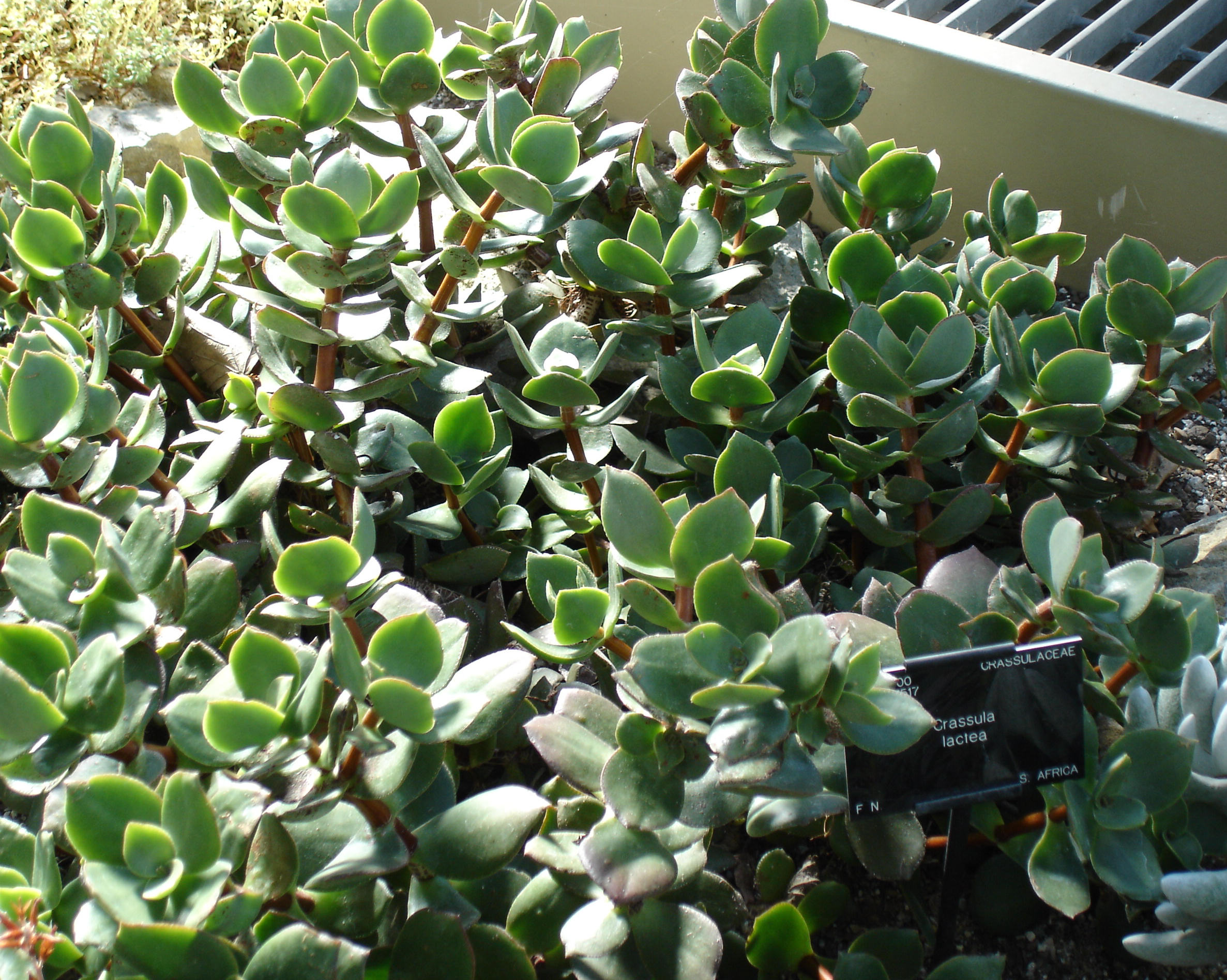
Crassula lactea
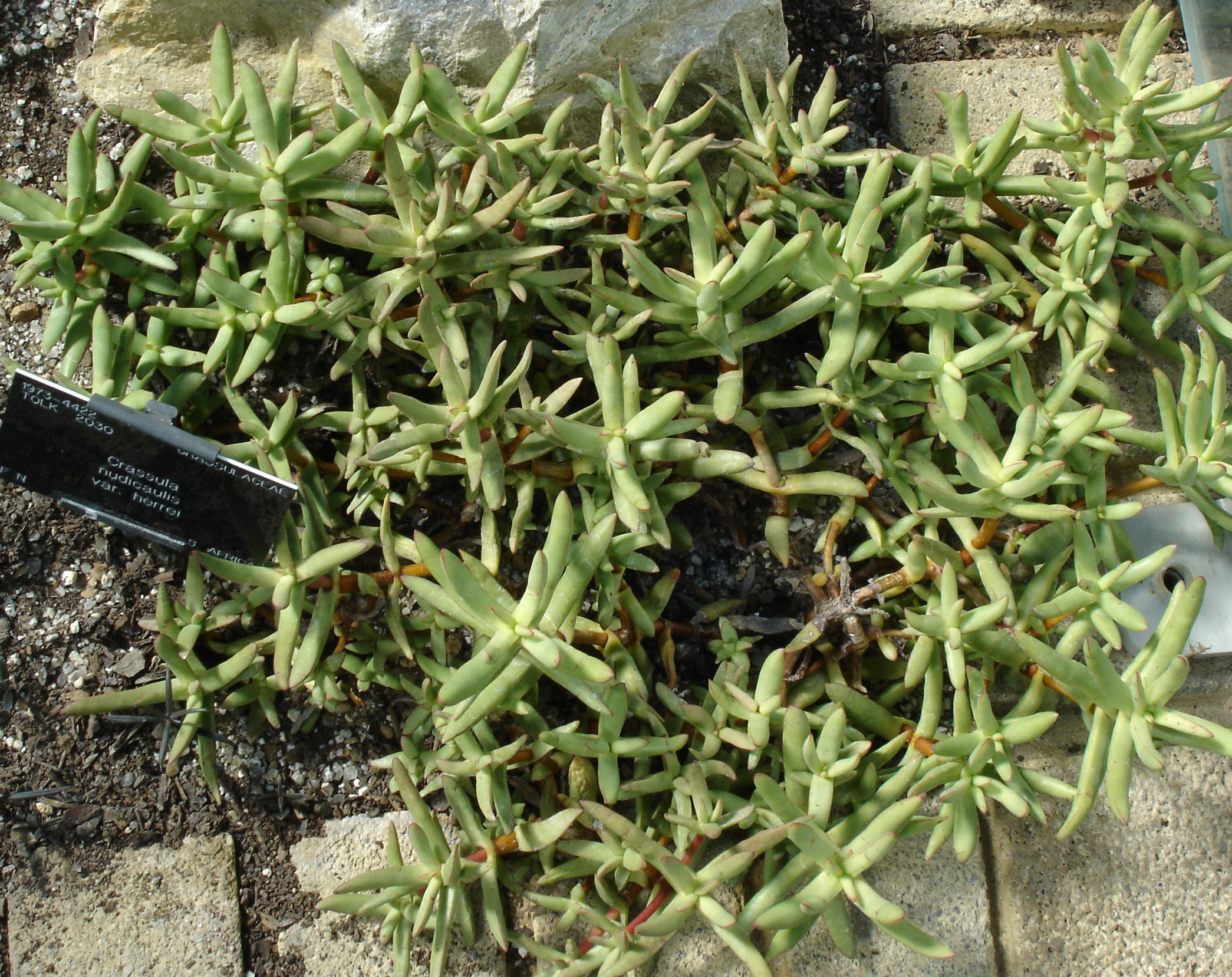
Crassula nudicaulis var herrei
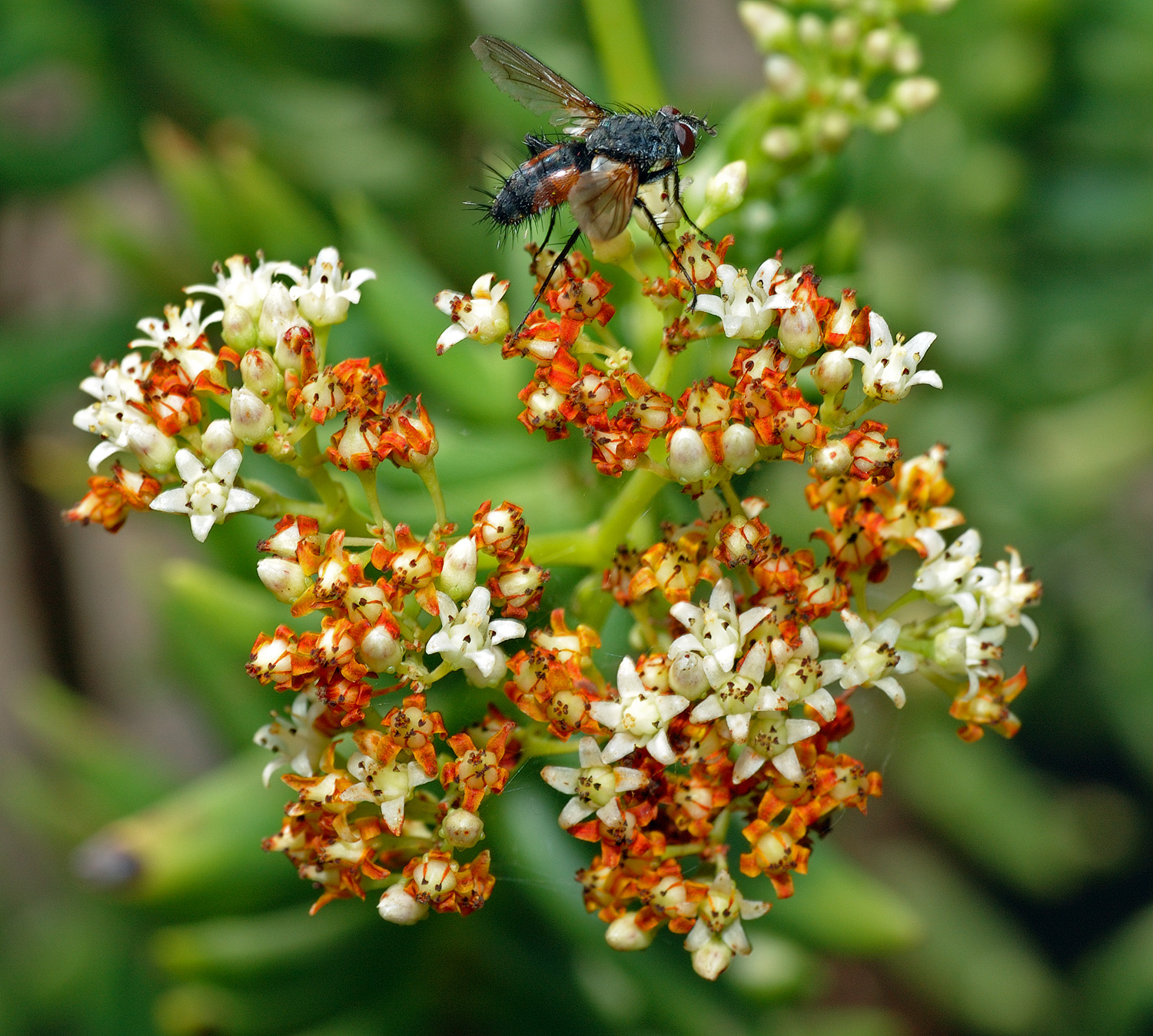
Crassula tetragona en fleur
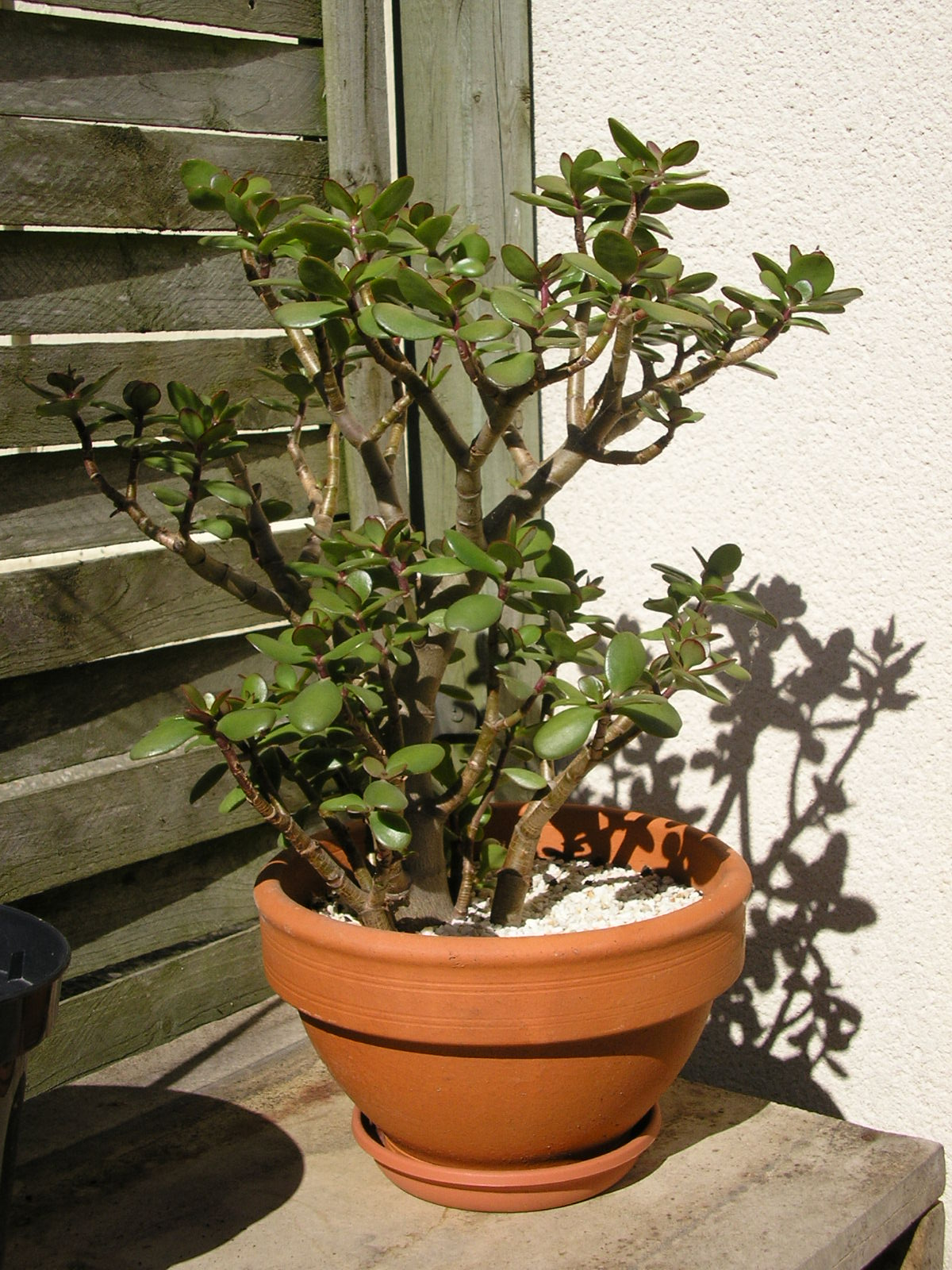
Crassula arborescens de 4 ans
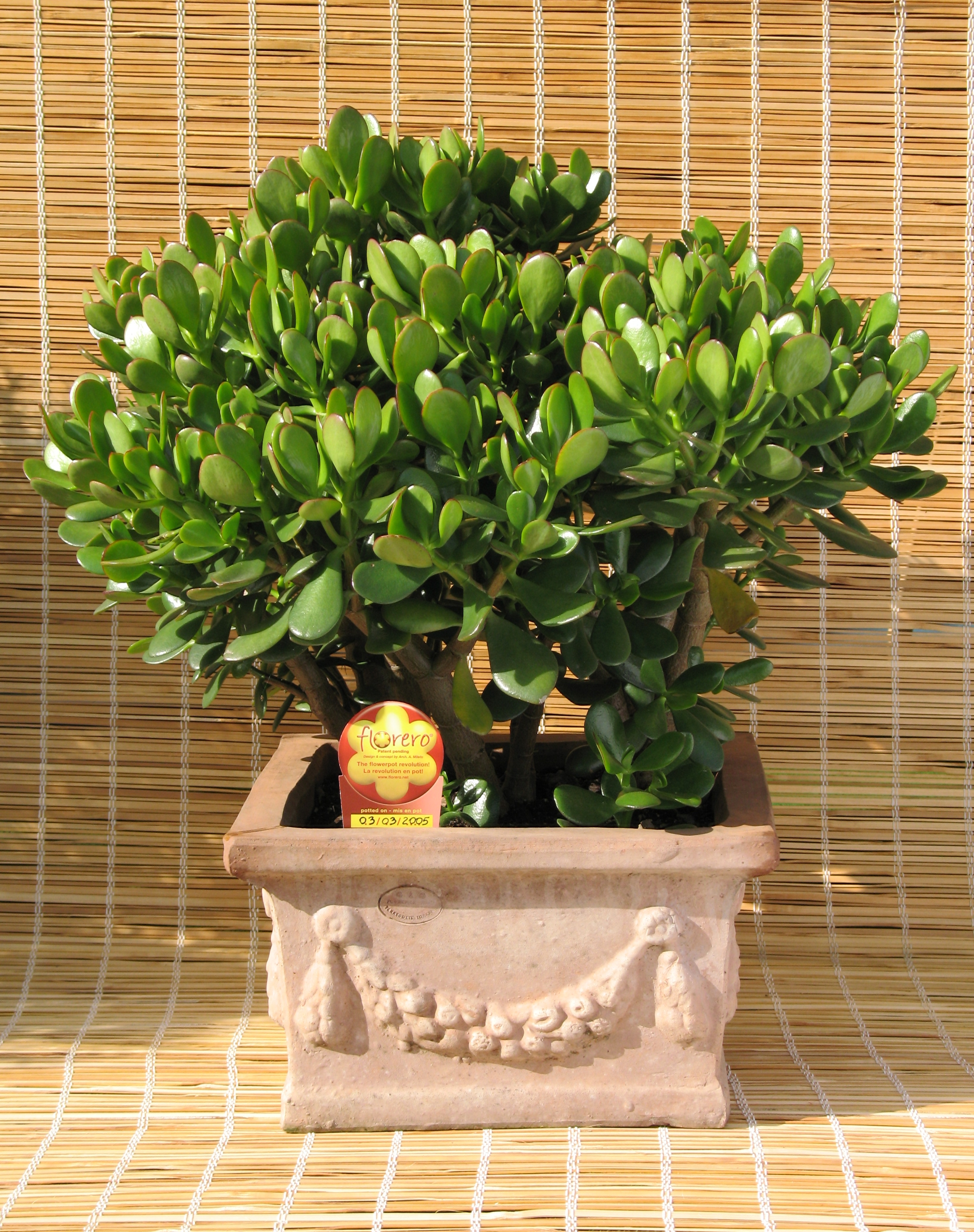
Crassula ovata en pot de terre cuite
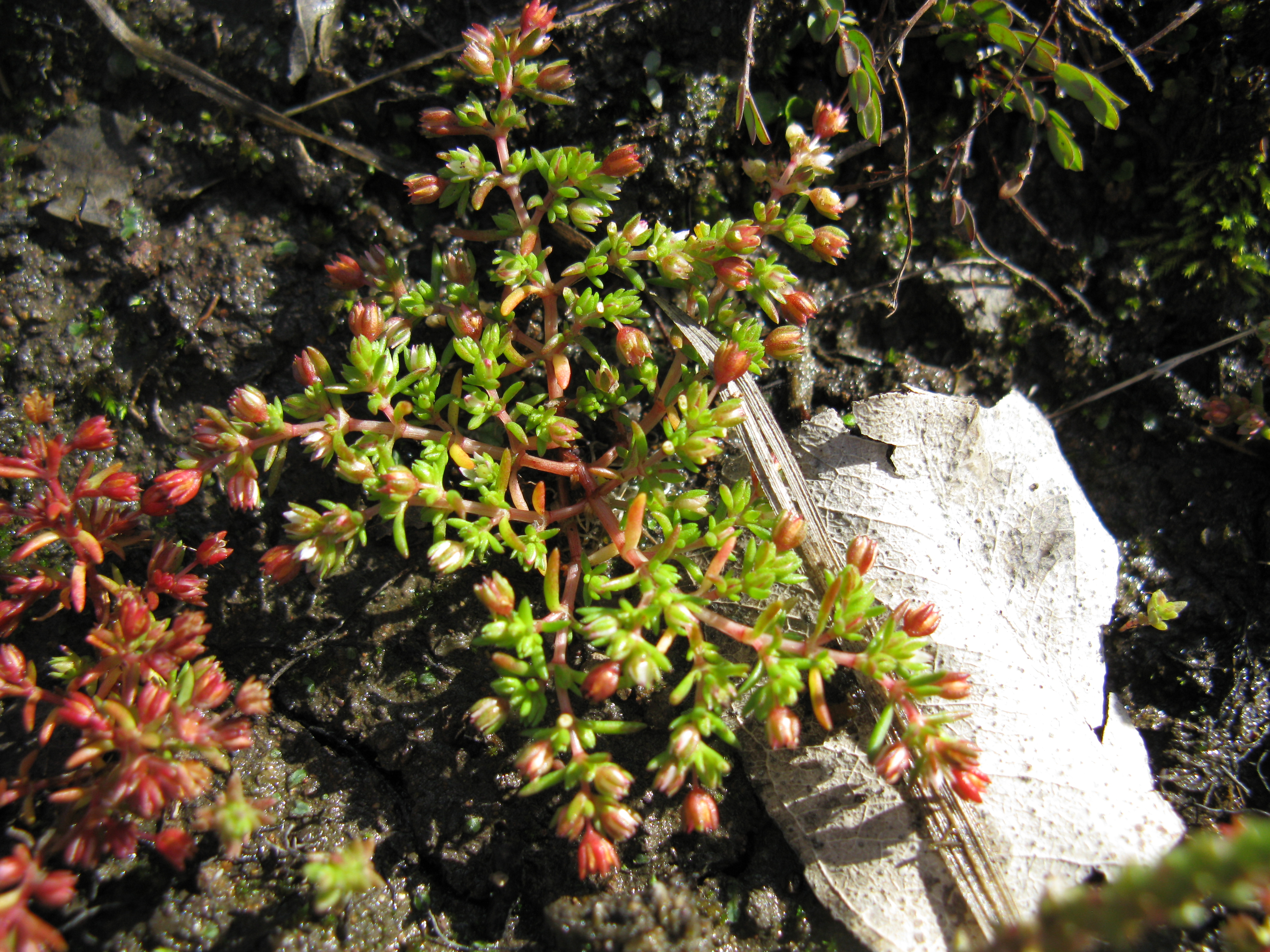
Crassula decumbens